# The Herald (Adelaide)
Pour les articles homonymes, voir The Herald.
The Herald était un magazine syndical hebdomadaire publié à Adélaïde en Australie-Méridionale entre 1894 et mars 1910 ; pendant les quatre premières années, il était intitulé The Weekly Herald. Il a été remplacé par The Daily Herald, qui a été publié du 7 mars 1910 au 16 juin 1924.

## The Weekly Herald
The Weekly Herald a été fondé en octobre 1894, édité par Geoff Burgoyne, plus tard rédacteur en chef du West Australian de John Winthrop Hackett (en).